# Calle Hanbury

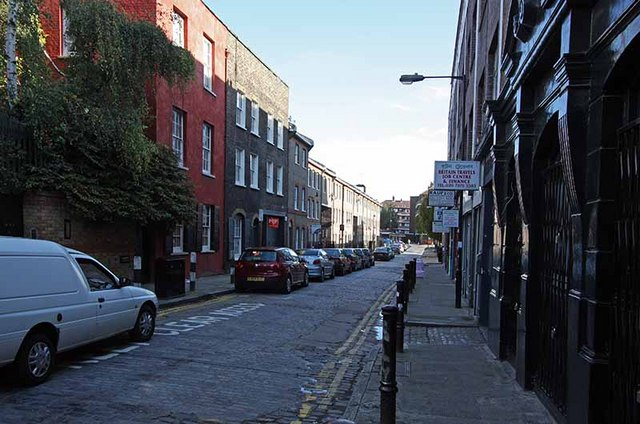
La calle Hanbury en los años 2000.

La calle Hanbury se localiza en el East End de Londres y va desde Spitalfields hasta Whitechapel.
Corre hacia el este desde Commercial Street hasta el cruce de la calle Old Montague y Vallance Road en el extremo este. Es famosa porque en 1888, en un edificio de ella, Jack el Destripador asesinó a Annie Chapman.

## Historia

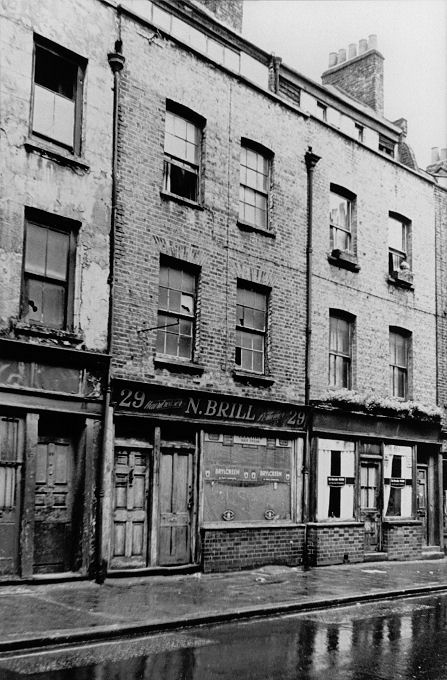
Edificio del número 29 en 1888.

La calle fue diseñada en el siglo XVII y originalmente se conocía como Browne's Lane por el desarrollador original. Su nombre actual se deriva de una familia que poseía tierras allí en aquel siglo.

### sigloXIX
En 1884 Florence Soper inauguró el Trabajo Social de las Mujeres, en una pequeña casa la calle. Este hogar para mujeres se creó con la esperanza de que no tuvieran que recurrir a la prostitución y proporcionó un refugio seguro para aquellos que ya estaban sufriendo por el comercio. El artista Bud Flanagan nació en el número 12 en 1896.

### Atentados de 1999
El sábado 24 de abril de 1999, el militante neonazi David Copeland intentó detonar una bomba de clavos en la calle Brick Lane, durante su mercado semanal que se celebraba los domingos y por error colocó la bomba un sábado cuando había poca gente. Al darse cuenta de su error y no estar dispuesto a cambiar el temporizador, la dejó en la calle Hanbury.
A las 17:45 un ciudadano encontró la bolsa cerrada y la llevó a la estación de policía, guardándola en el maletero de su automóvil. Al darse cuenta de que la bomba podría estallar, dejó el automóvil en el cruce de las calles Brick Lane y Fashion, llamó a la policía y en ese momento el dispositivo explotó hiriendo a seis personas y destruyendo dos vehículos.

## Crimen

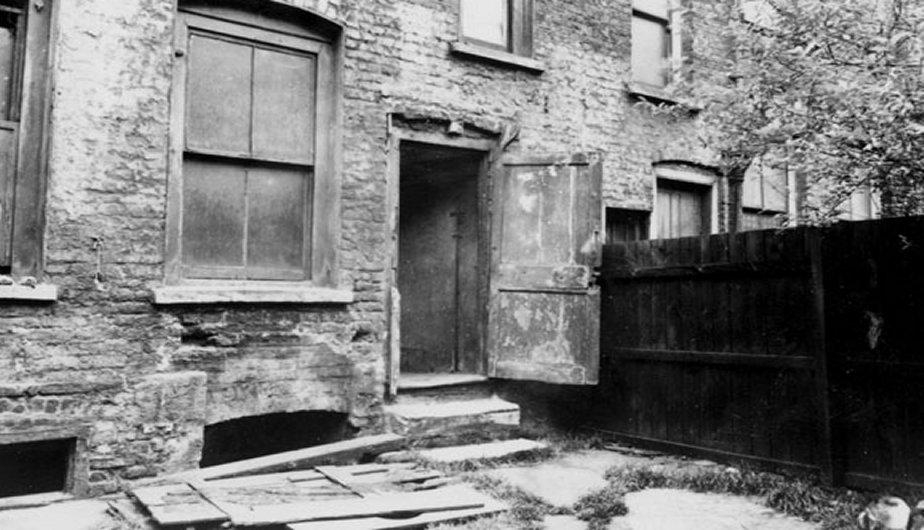
Patio del número 29, aquí sucedió el asesinato.

A las 5:30 del 8 de septiembre de 1888, Elizabeth Long testificó haber visto a Annie Chapman caminando con un hombre cerca del patio posterior del número 29. El sujeto era blanco, 1.65 m de estatura, aproximadamente 40 años, de cabello oscuro, vestía una cervadora y un abrigo oscuro, parecía extranjero y con aspecto de caballero. Pocos minutos después, el carpintero Albert Cadosch entró al patio contiguo (n.º 27) escuchando voces al lado; entre las que distinguió a una mujer diciendo «no», seguidas por el sonido de algo cayendo contra la medianera.
El cadáver de Chapman fue descubierto poco antes de las 6:00 por John Davis, un cochero que vivía en el tercer piso con su esposa e hijos y alertó inmediatamente a los vecinos del edificio. El agente de policía Joseph Chandler fue la primera autoridad en llegar, estaba patrullando Commercial Street.

## Actualidad
La sección este hoy está restringida a bicicletas y peatones solamente. La Old Truman Brewery se amplió para cubrir toda la cuadra en el lado norte de la calle y desde 2004 este ha sido el sitio de un gran mercado.
Los edificios con tiendas debajo y pisos arriba de 1888, hoy en día todavía se pueden encontrar en el lado sur de la calle y están frente al lugar del asesinato. Pero el número 29, que estaba en el lado norte de la calle, ya no existe y fue demolido por respeto a la víctima.
Para intentar desviar el macabro interés, los edificios más altos están pintados con arte de grafitis. Así, en 2010 el destacado grafitero belga ROA, pintó una grulla en homenaje a la comunidad bengalí.